# ProSlide
ProSlide Technology, Inc.  est un concepteur et fabricant canadien de toboggans aquatiques et de parcs aquatiques. Ils conçoivent et fabriquent à la fois des toboggans traditionnels et des attractions innovantes. ProSlide est connu pour être le premier fabricant à concevoir un toboggan aquatique utilisant des moteurs à induction linéaire et pour avoir conçu les montagnes russes aquatiques Mammoth qui ont été nommées les plus longues montagnes russes aquatiques du monde par le livre Guinness des records en 2016. Depuis 1986, ProSlide développe et conçoit des attractions aquatiques pour les parcs aquatiques dans plus de 40 pays à travers le monde.

## Histoire

### Historique de l'entreprise
Après avoir été membre de l'équipe canadienne de ski alpin de 1969 à 1974, Richard D. Hunter fonde ProSlide Technology Inc. en 1986,. En 1990, Hunter achete Mont Cascades, une station de ski et un parc aquatique au Québec. Mont Cascades sert depuis de zone de recherche et développement où Proslide teste ses projets.
En 2007, ProSlide achete un terrain de plus de 40 hectares à Ottawa où elle commence à développer le parc aquatique Alottawata. Le parc devait ouvrir à l'été 2019 et aurait servi en partie de centre de recherche et développement pour l'entreprise. En août 2018, cependant, le parc est suspendu pour une durée indéterminée. Le terrain acheté par l'entreprise pour le parc aquatique a ensuite été vendu par ProSlide en juillet 2023.

### Historique des productions
En 1987, ProSlide lance trois types de toboggans aquatiques : Twisters, Kidz et Plummets. Les premiers Twisters ont ouvert au Mont Saint-Sauveur au Québec et au parc d'attractions Adventure World (aujourd'hui connu sous le nom de Six Flags America) à Largo, dans le Maryland, aux États-Unis ; les deux parcs ont ouvert 4 Twisters cette année-là. Les Plummets se composent uniquement d'une chute verticale, suivie d'un long segment plat pour aider les personnes à décélérer. Les premiers Plummets ont ouvert respectivement à Aquapar Magog au Québec et à Six Flags America. ProSlide a également lancé ses toboggans aquatiques pour enfants (ProSlide Kidz) en 1987, qui sont des versions miniatures des Twisters conçues pour les jeunes enfants. Au départ, ils étaient installés plus fréquemment que les Twisters grandeur nature.
En 1989, les toboggans aquatiques Pipeline de la société ouvrent à plusieurs endroits. Le Pipeline est un toboggan aquatique qui transporte les passagers sur des chambres à air de 1 à 3 personnes et est le deuxième style le plus courant de ProSlide. Le Pipeline comporte des sections ouvertes et fermées ; beaucoup ont des rideaux d'eau au début et/ou à la fin de leurs sections fermées. Les premiers toboggans Pipeline utilisant des chambres à air ont ouvert à Fantasia de Agua en République dominicaine et à Waldameer Park à Erie, en Pennsylvanie. Tout au long des années 1990, plusieurs grandes chaînes de parcs ont commencé à ouvrir de nouveaux ProSlide Pipelines, notamment Cedar Fair, Six Flags et Wet 'n Wild.
En 1990, le toboggan aquatique Mammoth fait ses débuts et est le premier toboggan ProSlide sur lequel les visiteurs pouvaient s'aventurer dans des tubes pour quatre personnes. Mammoth est une version à plus grande échelle du Pipeline.  Le parc aquatique WaterWorks de Kings Island à Mason, dans l'Ohio, ouvre le premier ProSlide Mammoth.
Le premier ProSlide Racer ouvre ses portes en 1994 au parc aquatique Mont Cascades de ProSlide à Cantley, au Québec. Les toboggans se composent d'une large piste avec des séparateurs entre les couloirs et sont conçus pour que les visiteurs puissent faire la course jusqu'à l'arrivée.
À partir de la fin des années 1990, ProSlide commence à fabriquer quatre types de Bowls : ProBowls, CannonBOWLS, BulletBOWLS et BehemothBOWLS. Les quatre types sont constitués d'un canal fermé qui se termine par un bol ; les visiteurs se déplacent en spirale autour du bol (en utilisant la force centrifuge pour rester initialement sur la paroi du bol) avant de tomber dans une piscine. Les ProBowls sont des canaux fermés qui se terminent par un bol avec un dessus ouvert. Les CannonBowls et les BehemothBowls plus grands peuvent accueillir des chambres à air pour 2 et 4 personnes et ont une sortie commune dans leurs centres.
Le premier ProSlide Bowl, un ProBowl, ouvre ses portes au Golfland Sunsplash en 1999.
Au début des années 2000, ProSlide s'est fait connaître grâce à son Tornado, un toboggan fermé de 15 à 23 mètres de haut pouvant accueillir 4 passagers et qui se termine par un grand entonnoir souvent multicolore. Les passagers font plusieurs allers-retours dans l'entonnoir avant de sortir dans une piscine à débordement. Les premiers Tornado ont ouvert en 2003 à Six Flags New England, Mountain Creek Waterpark et Holiday World & Splashin' Safari.
En 2005, ProSlide lance sa version toboggan aquatique des montagnes russes ; le Rocket . Les premiers Rockets de Proslide ont ouvert au Noah's Ark Water Park, à Six Flags New England et au Great Wolf Lodge.
ProSlide ouvre un Rocket propulsée par LIM au Great Wolf Lodge près de Kings Island en 2006 ; en 2007, des Racket ont ouvert au parc aquatique du lac Naju en Corée et au Kentucky Kingdom. Super Tubes Hydrocoaster à WhiteWater World en Australie, a utilisé le système ProSlide HydroMagnetics de moteurs à induction linéaire placés tout au long du parcours pour lancer les passagers dans les sections en montée. HydroMagnetics utilise la technologie Force Engineering LIM, qui a d'abord été reconnue dans l'industrie des parcs d'attractions comme la puissance derrière les montagnes russes lancées telles que Flight of Fear et Speed - The Ride. Les ProSlide HydroMAGNETIC ROCKETS sont les premiers toboggans aquatiques à utiliser cette même technologie, ce qui permet plus de flexibilité et d'efficacité dans le fonctionnement des sections en montée des toboggans aquatiques que le système de tapis roulant précédent. En 2012, Mammoth est reconnu comme le plus long parcours de montagnes russes aquatiques du monde lors de son ouverture à Holiday World.

## Production actuelle

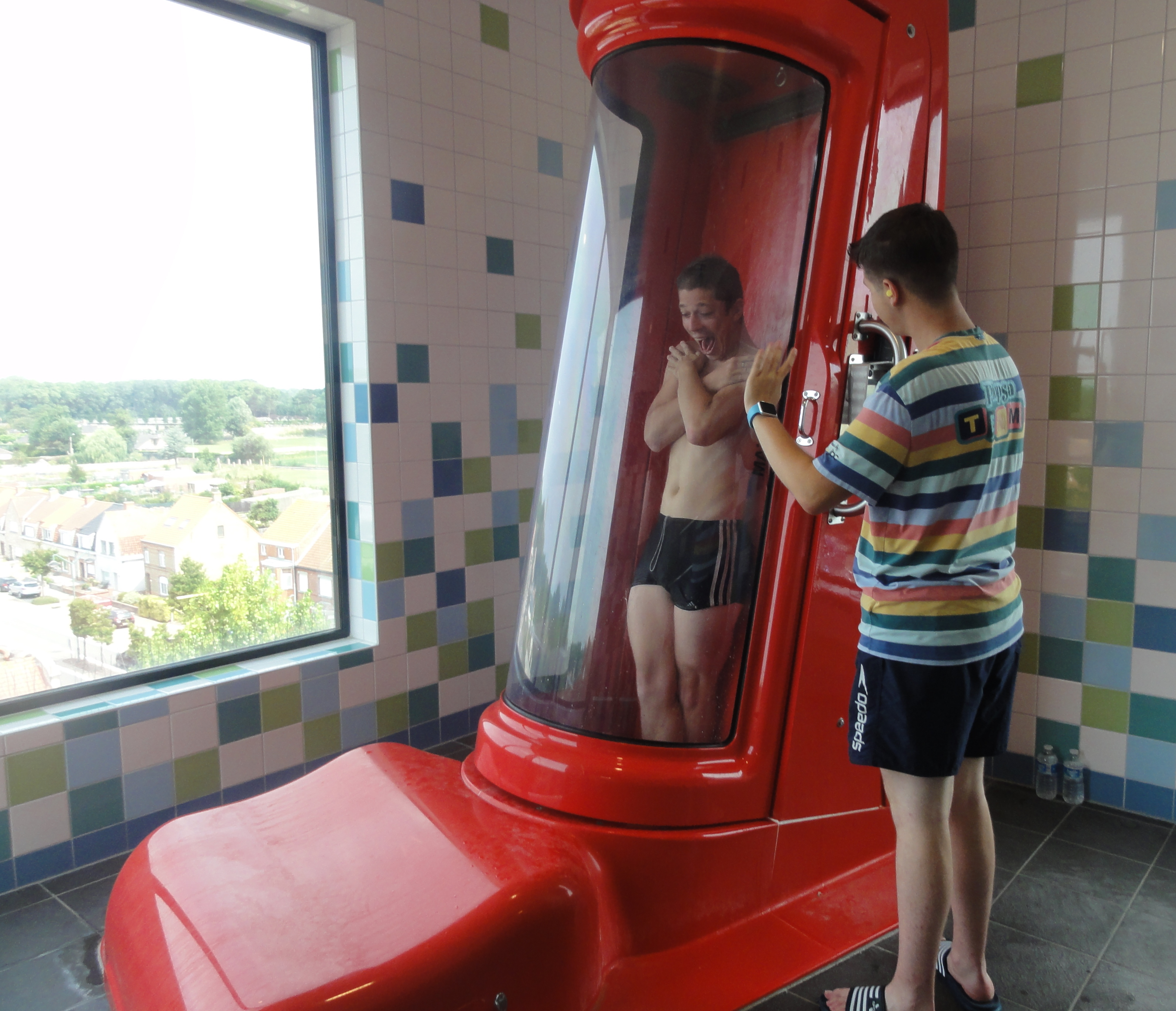
Système SkyBOX pour Sky Drop, à Plopsaqua De Panne, en Belgique.

Voici les différents types de toboggans régulièrement fabriqués :

### Twisters
Ces toboggans sont le modèle de base, ils se descendent seul et sans bouées comme leur nom l'indique, ces toboggans effectuent en général grand nombre de virages et de spirales. Il existe trois catégories différentes :
- les Decktop Twisters ces toboggans sont toujours "ouverts" et de petite taille.
- les Giant Twisters les toboggans sont "ouverts" mais l'infrastructure est grande.
- les Tunnel Twisters les toboggans effectuent tout ou partie de leur parcours dans des tubes "fermés", dans l'obscurité ou non.

### Kidz
Ce sont des toboggans pour enfants, il en existe trois catégories : les Kidz Twister, les Kidz MiniRiver et les Kidz ProRacer. Les Kidz Twister sont de petits toboggans sans bouées, alors que les seconds sont plus longs et se descendent toujours avec des bouées. Les Kidz ProRacer permettent de faire des courses.

### Plummets
"Plummet" peut se traduire en français par "fil à plomb", il s'agit de toboggans où la vitesse prime sur la variété du parcours. Il existe trois catégories :
- FreeFalls ces toboggans sont toujours "ouverts" et ne contiennent pas de virages. Le second toboggan aquatique le plus haut du monde est Summit Plummet à Disney's Blizzard Beach avec ses 40 mètres de haut, la vitesse maximale est de 80 km/h.
- Turbo Tunnels ce sont des toboggans "fermés" à grande vitesse où il peut y avoir des virages et des spirales. L'intérieur peut éventuellement être dans l'obscurité.
- MultiBumps. Ce toboggan est sans virage dans les parties ouvertes comme les Freefalls mais peut en contenir dans les parties fermées. En plus d'être potentiellement un mélange des deux modèles précédents, ce type de toboggan possède des bosses.

### Pipelines
Ce sont les toboggans à bouées. Il y a deux catégories :
- Pipelines Ce sont des toboggans simples, avec bouées de une à trois places.
- Atomic Coasters ces toboggans sont plus grands, avec une vitesse plus élevée, ils sont souvent installée à trois ou quatre sur la même structure, les bouées comptent deux ou trois places. Parfois, des toboggans CannonBowls font aussi partie de la structure.

### Racers
Ces toboggans permettent de glisser côte à côte en toute sécurité.
- ProRacer entre deux et dix voies parallèles.
- OctopusRacer entre quatre et huit voies, tout commence par un virage enclos avant de se terminer comme les ProRacers.

### Tornados

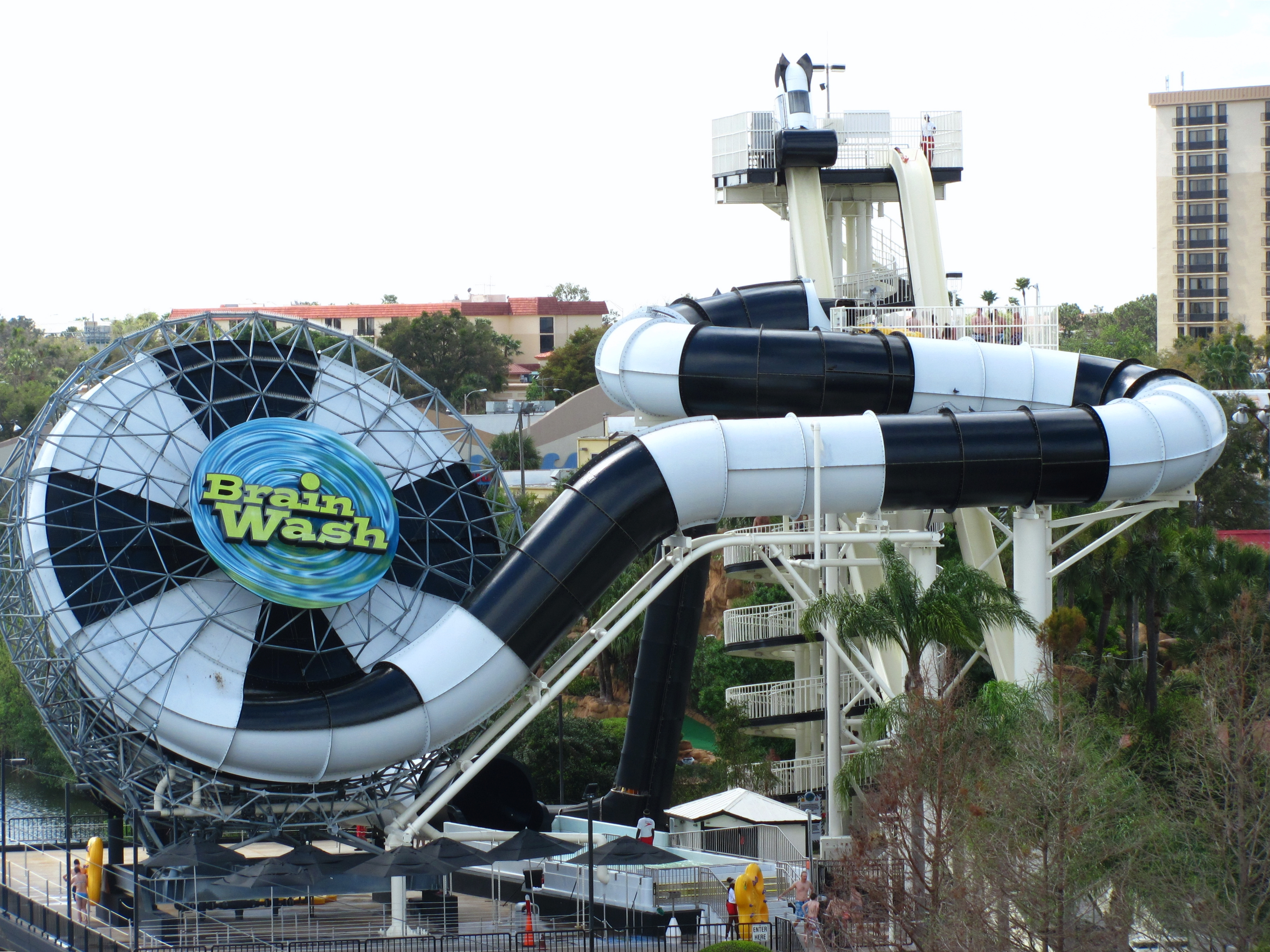
Brain Wash à Wet 'n Wild Orlando, parc fermé le 31 décembre 2016.

Ce sont les toboggans ayant une forme d'entonnoir. Les bouées sont dites "Cloverleaf" (trèfle à quatre feuilles) chacun des quatre passagers est en face d'un autre.

### Tantrums
- Le Tantrum est une nouvelle déclinaison du Tornado, l'entonnoir est plus petit mais le parcours est beaucoup plus long étant donné qu'après, le parcours serpente encore et est éventuellement dans le noir complet. Lorsqu'il y a deux entonnoirs, le nom est TantrumALLEY. Le diamètre de l'entonnoir est d'environ huit mètres.

### Bowls

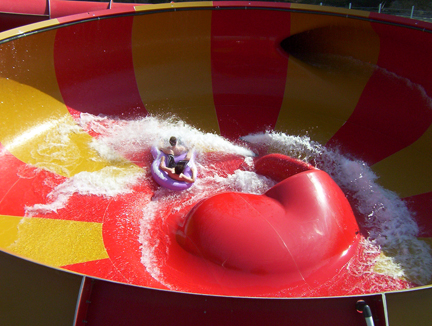
CannonBowl à Deep River Waterpark.

La fin du parcours s'effectue dans un "bol" puis dans un bassin de réception.
- ProBowls, ce toboggan fonctionne sans bouées, Le milieu du bol est un trou béant et donne directement accès après une chute d'un mètre sur un bassin de trois mètres de profondeur.
- CannonBowls. Ce toboggan utilise généralement des bouées de deux places, bien que des bouées d'une places existent également. Une sortie du nom de Corkscrew permet de ressortir du bol sans chute et de potentiellement reprendre un parcours.
- BulletBowls. Ce modèle est dérivé du précédent. La descente est plus directe et le diamètre du bol est plus petit, ce qui a pour effet d'augmenter les forces centrifuges et ainsi les sensations fournies. Ce modèle a été lancé en 2008 et convient aux budgets les plus réduits.
- BehemothBowls. Ce toboggan utilise les bouées "Cloverleaf" de quatre places, il est par conséquent celui qui a la plus grande taille.

### Mammoths
Les bouées sont circulaires et possèdent quatre à six places. Les tubes quant à eux sont assez larges pour permettre le passage des bouées. La capacité horaire peut atteindre 1200 personnes si le toboggan est équipé du système de deux entrées.
- Mammoths. Le parcours est soit ouvert, soit fermé mais translucide.
- Dark Mammoths. Le parcours s'effectue en partie ou en totalité dans l'obscurité.

### Rockets

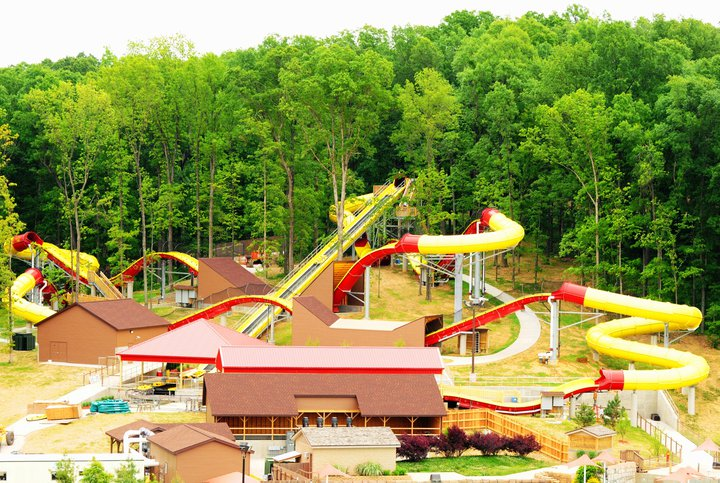
Wildebeest à Holiday World & Splashin' Safari.

Ces toboggans appelés Rockets récemment développés, permettent aux bouées d'effectuer un parcours avec des montées et des descentes. La montée peut être soit facilitée par de l'eau projetée (notamment chez les concurrents, soit grâce à des Moteurs Linéaires à Induction (système HydroMagnets).

## Prix et reconnaissances
Au début des années 2000, ProSlide fabriquait la majorité des attractions primées de l'industrie des parcs aquatiques. En 2005, trois des cinq premiers lauréats du Golden Ticket Award pour la meilleure nouvelle attraction de 2005 (parc aquatique) étaient des attractions fabriquées par ProSlide. ProSlide comptait également deux des trois premiers lauréats du prix de la meilleure attraction de parc aquatique en 2004, 2005 et 2006. De 2010 à 2017, les montagnes russes aquatiques Wildebeest (en) de ProSlide à Holiday World & Splashin' Safari ont été nommées meilleures attractions de parc aquatique. En 2017, la société a remporté un Golden Ticket Award supplémentaire pour la meilleure nouvelle attraction de parc aquatique pour les montagnes russes aquatiques Thunder Rapids à Six Flags Fiesta Texas. 

ProSlide lors de l'IAAPA Attractions Expo 2017.

ProSlide a remporté 15 fois le prix de la « meilleure attraction aquatique » de l'IAAPA et a reçu trois fois le prix de l'impact industriel de l'IAAPA, décerné à la meilleure attraction de l'ensemble du secteur. La société a également remporté plusieurs prix IAAPA Brass Ring : Best New Product Exhibitor Awards qui récompensent le meilleur nouveau produit ou service dans le secteur des parcs d'attractions et des attractions.